# Nathanaël Thenstedt
Nathanaël Thenstedt, född 1731, död 1808, var en svensk hovpredikant och kontraktsprost i Vika socken i Dalarna och författare. Han var även aktiv inom skolväsendet i Stockholm.